# Mathilde Schwabeneder
Mathilde Schwabeneder (* 1956 in Linz, Oberösterreich; † 13. März 2025), nach ihrer zweiten Heirat Mathilde Schwabeneder-Hain, war eine österreichische Buchautorin sowie Radio- und TV-Journalistin beim ORF. Vom 1. Oktober 2007 bis Ende Juni 2020 war sie Korrespondentin in Rom und Leiterin der ORF-Außenstelle, die für die Berichterstattung aus Italien, dem Vatikan und Malta zuständig war.

## Leben
Mathilde Schwabeneder wuchs in der Marktgemeinde Offenhausen in Oberösterreich auf, wo ihr Großvater, Matthias Mühlbacher, ein Sägewerk besaß. Der Großvater väterlicherseits war Bäcker, ihr Vater Zimmermann und Baumeister. Mit 19 Jahren heiratete sie zum ersten Mal und ihr Sohn Lucas kam zur Welt. Sie absolvierte eine Logopädie-Ausbildung und praktizierte in Schulen. 
Nach der Scheidung von ihrem ersten Mann übersiedelte Schwabeneder 1983 mit ihrem Sohn nach Rom, wo sie an der Universität La Sapienza Romanistik studierte und dort auch promovierte. Durch ihr Studium erlangte sie neben der Perfektionierung der italienischen Sprache auch gute Spanisch- und Französischkenntnisse, die ihr auf ihren späteren Reisen und bei ihrer Korrespondententätigkeit zugutekamen. Von 1992 bis 1995 arbeitete sie in der deutschsprachigen Redaktion von Radio Vatikan unter der Leitung von Eberhard von Gemmingen. Während dieser Tätigkeit mit Schwerpunkt Entwicklungszusammenarbeit lernte sie Rom und den Vatikan von Grund auf kennen. Im Jahr 1995 kehrte sie nach Österreich zurück.
Im Jahr 2011 heiratete sie den Wissenschaftsjournalisten Bernhard Hain.
Im Jahr 2018 wurde Mathilde Schwabeneder mit dem Menschenrechtspreis des Landes Oberösterreich ausgezeichnet.
Nach langer, schwerer Krankheit starb sie am 13. März 2025 im Alter von 68 Jahren.

## Beruf
Nach ihrer Rückkehr aus Rom wurde Mathilde Schwabeneder 1995 Mitarbeiterin des Österreichischen Rundfunks. Zunächst arbeitete sie in den Bereichen Information und Religion für den Radiosender Österreich 1. 1999 wechselte sie zum ORF-Fernsehen in die TV-Hauptabteilung Religion. Sie gestaltete Reportagen zum Thema Menschenrechte und führte Interviews mit bedeutenden Persönlichkeiten wie dem Dalai Lama, Cat Stevens alias Yusuf Islam, Friedensnobelpreisträgerin Wangari Maathai oder auch Richard Gere. Bei allen Live-Übertragungen aus Rom war sie als Kommentatorin tätig, etwa bei den Begräbnisfeierlichkeiten für Papst Johannes Paul II., über den sie auch eine große TV-Dokumentation gestaltete. Die Amtseinführung von Papst Benedikt XVI.  sowie dessen Besuch in Österreich waren weitere Höhepunkte ihrer Tätigkeit. Bei ihrer Reportagetätigkeit in den Krisengebieten der Welt zeigte sie persönlichen Einsatz und Mut, etwa als sie 1997 nur mit einem Kameramann als Begleitung in die Bürgerkriegsregion Südsudan fuhr.
Als fachkundige Gesprächsführerin war Schwabeneder auch verschiedentlich in der ORF-Pressestunde zu sehen.
Ende Juni 2020 ging sie beim ORF in Pension, im Korrespondentenbüro in Rom folgte ihr Cornelia Vospernik nach.

## Bücher
- Franziskus – Vom Einwandererkind zum Papst. Gemeinsam mit Esther-Marie Merz, Styria Verlag, 2013
- Die Stunde der Patinnen: Frauen an der Spitze der Mafia-Clans. Styria Verlag, 2014
- Auf der Flucht – Reportagen von beiden Seiten des Mittelmeers. Gemeinsam mit Karim El-Gawhary, Verlag Kremayr & Scheriau, 2015
- Sie packen aus – Frauen im Kampf gegen die Mafia. Molden Verlag, 2020